# (74047) 1998 HF107
(74047) 1998 HF107 – planetoida z pasa głównego asteroid okrążająca Słońce w ciągu 3,6 lat w średniej odległości 2,35 j.a. Odkryta 23 kwietnia 1998 roku.